# Omni Berkshire Place
El hotel Omni Berkshire Place está ubicado en 21 East 52nd Street, cerca de Madison Avenue, en Midtown Manhattan en la ciudad de Nueva York. Es propiedad y está operado por Omni Hotels & Resorts.

## Historia

### Historia temprana
Inaugurado en 1926 como The Berkshire Hotel, fue diseñado por los arquitectos Warren & Wetmore en el estilo del Renacimiento clásico. Fue construido como un hotel residencial y fue parte del proyecto " Terminal City" que consiste en hoteles y edificios de apartamentos en el área alrededor de Grand Central Terminal. En el momento de la construcción, tenía 10 pisos de altura, ubicado en un terreno de 100 por 62 pies (30,5 por 18,9 m) Dos años después, JC y MG Mayer alquilaron el hotel por 21 años con planes de renovarlo.

### Conexión con las artes
El Berkshire Hotel tiene vínculos históricos con Broadway y las artes. Ethel Merman vivió en la propiedad durante muchos años, y Rodgers y Hammerstein escribieron el musical Oklahoma! en una suite que más tarde se denominó Rodgers and Hammerstein Suite. Alfred Hitchcock también era un habitual.
El hotel fue durante muchos años el hogar de un exclusivo club de comidas privado fundado por el crítico de teatro Alexander Woolcott y diseñado por Norman Bel Geddes . El club era conocido como Elbow Room desde su apertura en 1938. Sus miembros fundadores incluyeron a Harold Ross, George S. Kaufman, Robert E. Sherwood, Moss Hart, William S. Paley, Raymond Massey y Cedric Hardwicke. Más tarde rebautizado como Barberry Room, era conocido como "el restaurante más exclusivo de Nueva York". Rodgers y Hammerstein colaboraron en una mesa reservada, Edward R. Murrow cenó allí todos los viernes antes de la transmisión de su programa Person to Person, y Frank Sinatra cenó allí en 1955 con la heredera Gloria Vanderbilt. Marc Connelly, David Sarnoff y Richard Rodgers continuaron siendo clientes habituales hasta la década de 1950.
Salvador Dalí cenó en el Barberry en 1960 y se ofendió por un cuadro de William-Adolphe Bouguereau en el comedor que representaba a un sátiro rodeado de ninfas. Según los informes, Dalí consideró que las ninfas de Bouguereau eran un mal arte y llegó a un acuerdo con el hotel para cambiar su propia pintura de ninfas por Bouguereau. Dalí volvió al comedor días después y, mientras los comensales adinerados miraban y esquivaban la pintura, creó una impresión abstracta de ninfas. Usó una gorra de goma en la cabeza para aplicar la pintura a un lienzo de siete pies. The Barberry Room exhibió las ninfas de Dalí por un tiempo, pero luego fue relegada a un armario de ropa blanca. En 1979, el New York Daily News informó que el Dalí había desaparecido.

### Omni Berkshire PlaceVentas y renovaciones posteriores

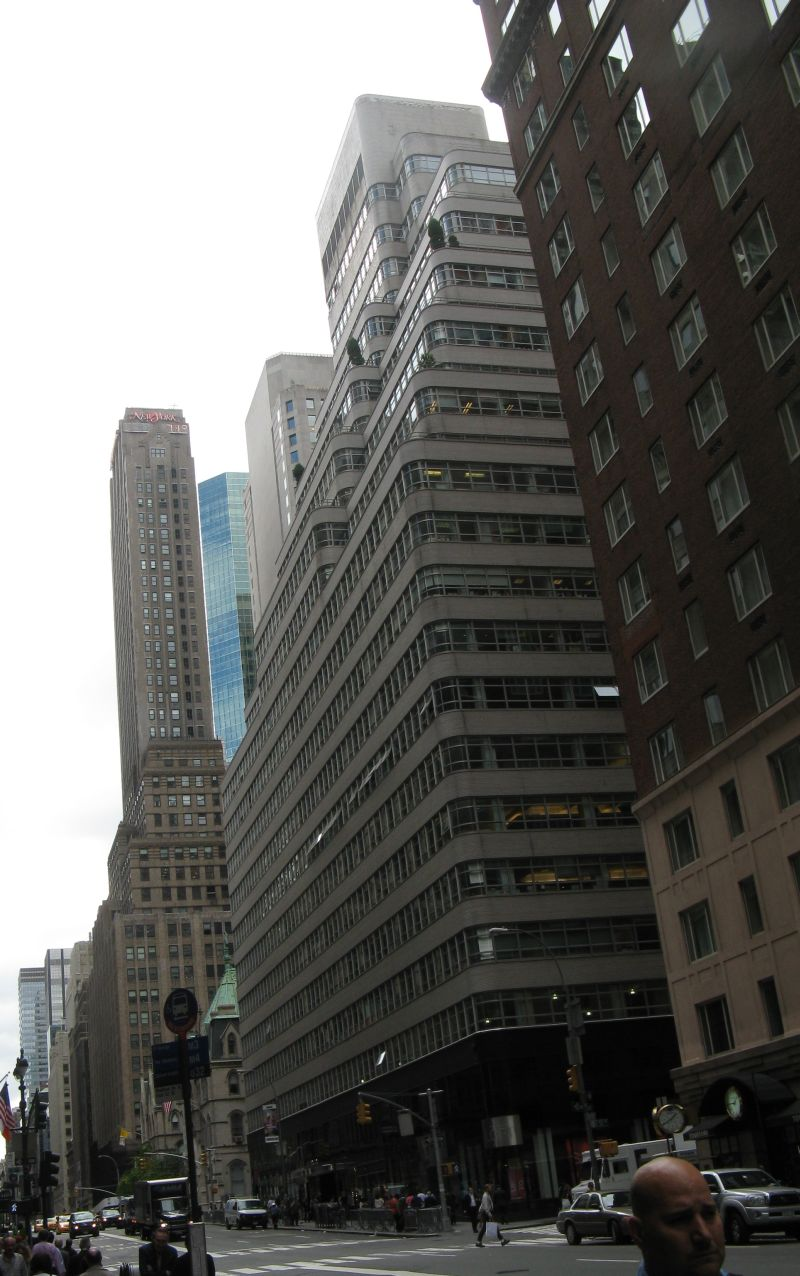
Omni Berkshire Place está en el extremo derecho, frente al edificio Look en el centro.

El Berkshire Hotel fue comprado en 1959 por Knott Hotels Corporation. Posteriormente, Knott construyó una adición de 15 pisos y 158 habitaciones. Omni Berkshire Place
En 1977, el hotel fue adquirido por Dunfey Hotels, una subsidiaria de Aer Lingus, por $ 9,7 millones, convirtiéndose en el primer hotel en la ciudad de Nueva York administrado por esa cadena. Los nuevos propietarios desalojaron a Ethel Merman en 1978, afirmando que no querían residentes permanentes. Dunfey renovó el hotel a un costo de $ 9 millones con diseños de Peter Gisolfi Associates y el arquitecto de interiores Roland Jutras. El proyecto implicó la renovación de todas las habitaciones. El hotel reformado reabrió sus puertas en junio de 1979 como Berkshire Place - A Dunfey Classic Hotel. Ese año, The New York Times llamó a la estructura "un hermoso edificio normal erigido en 1926 según los diseños de Warren & Wetmore, una de las mejores firmas de arquitectura de Nueva York del período ecléctico". Su restauración fue descrita por los medios como parte de un "boom de la construcción" que siguió a la casi bancarrota de la ciudad en 1975, así como parte de una tendencia general de las aerolíneas extranjeras que renuevan hoteles en la ciudad de Nueva York.
Dunfey Hotels adquirió la cadena Omni Hotels en 1983 y poco después el hotel pasó a llamarse Omni Berkshire Place. Omni compró el hotel Berkshire Place en marzo de 1992 por 83,5 millones de dólares. El hotel fue renovado en 1995 y 2003. Durante la renovación de 1995, que costó $50 millones, Omni Berkshire Place se redujo de 415 a 395 habitaciones y se agregaron numerosos servicios a cada habitación. Después de la renovación, la habitación de huéspedes promedio era 375 pies cuadrados (3483,9 dm²)   y había 20 habitaciones adaptadas para minusválidos.
A principios de 2020, debido a la pandemia de COVID-19 en la ciudad de Nueva York, cerró temporalmente y 268 empleados fueron despedidos. El 11 de junio de 2020, Omni anunció que Omni Berkshire Place cerraría permanentemente, aunque TRT Holdings, propietaria de Omni Hotels, retendría la propiedad para una posible conversión a un edificio de oficinas. En octubre de 2021, los propietarios revirtieron sus planes y reabrieron el hotel. Esto siguió a una ley aprobada por el Concejo Municipal de Nueva York, que requería que los hoteles que cerraron debido a la pandemia pagaran indemnizaciones por despido a sus empleados si no reabrían con al menos el 25% de su antiguo personal. El presidente de Omni Hotels, Peter Strebel, dijo: "Pagar la indemnización habría costado más que reabrir".